# Grigori Michailowitsch Schtern

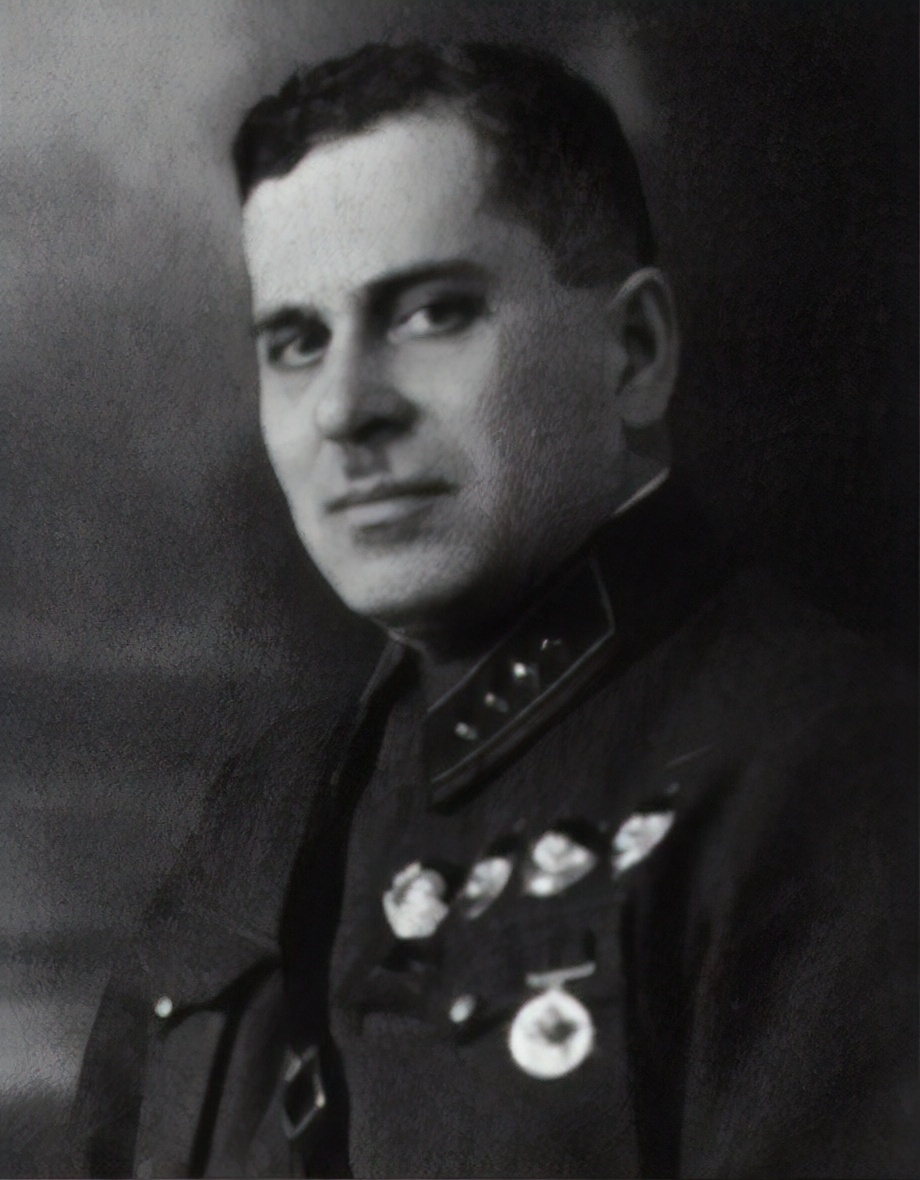
Grigori Michailowitsch Schtern

Grigori Michailowitsch Schtern (russisch: Григорий Михайлович Штерн, * 24. Julijul. / 6. August 1900greg. in Smela, Provinz Tscherkassy; † 28. Oktober 1941 im Dorf Barbysh, Bezirk Kuibyschew) war ein sowjetischer Generaloberst (1940) und Held der Sowjetunion. Mitglied des Zentralkomitees der KPdSU von 1939 bis 1941, seit 1937 Abgeordneter des Obersten Sowjets der UdSSR.

## Leben
Grigori Schtern wurde 1900 in der Familie eines jüdischen Arztes im heutigen ukrainischen Smila, geboren. Er absolvierte das Kiewer Gymnasium an der Miuskaja-Straße und nahm an den Aktivitäten des bolschewistischen Untergrunds teil. Während seines Studiums am Gymnasium schloss er sich den Sozialdemokraten und dann den links sozialistischen Revolutionären an. Im Jahr 1918 nach dem Abitur und in der Zeit als der Hetman Pawlo Skoropadskyj in der Ukraine regierte, wurde er verhaftet, wegen Waffenbesitzes und weil er illegale Literatur und revolutionäre Propaganda verbreitet hatte.

### Frühe Karriere in der Roten Armee
Im März 1919 trat Schtern freiwillig mit zwei seiner Brüder in die Rote Armee ein und erhielt seine Feuertaufe im Frühjahr 1919, als er die Freischaren des Ataman Grigorijew bekämpfte. Er diente dann als Kommissar im Hauptquartier der 1. Brigade der 2. Ukrainischen Schützen-Division, die im Mai 1919 mit den Polen kämpfte. 1920 war er Militärkommissar der 408. Kompanie des 21. Schützen-Regiments. Von August 1919 bis Dezember 1920 war er politischer Kommissar in der 46. Schützen-Division, schließlich Leiter der politischen Abteilung der 138. Brigade der 46. Schützen-Division. Er nahm an Kämpfen an der roten Südfront gegen die Weißgardisten unter Denikin und Wrangel teil. Schtern beendete den Bürgerkrieg als roter Regimentskommissar, der 1921 auf der Krim kämpfte. Von Januar bis August 1921 nahm er an der Niederschlagung eines Bauernaufstands in der Provinz Tambow teil. Im Oktober 1921 wurde er Militärkommissar der 8. Brigade der 3. Kasaner-Schützendivision, später Kommissar im Hauptquartier der gleichen Division. Seit März 1923 war er Militärkommissar im 1. Reiterkorps der Roten Kosaken-Kavallerie. Im Dezember 1923 wurde er nach Turkestan geschickt, wo er an den Feindseligkeiten gegen die Basmatschi als Teil der selbständigen 2. turkestanischen Kavallerie-Brigade im Verband der roten Choresmer-Gruppe teilnahm, wobei er als Militärkommissar und Leiter der politischen Abteilung dieser Brigade fungierte. Schtern machte von sich reden, als er aufständische usbekische Yarmaten in der Nähe von Margelan besiegte und diese im Februar 1924 durch geschickte Manöver einkreisen konnte.
Seit Oktober 1924 war er Leiter der politischen Abteilung und dann Militärkommissar der 7. Samara-Kavalleriedivision die in Minsk im Militärbezirk Belarus stationiert war. Im Jahr 1926 absolvierte Schtern Fortbildungskurse für Kommandeure an der Frunse-Militärakademie in Moskau. Von Juli 1926 bis Oktober 1927 war er Kommandeur und Politkommissar des 9. Putilower-Kavallerie-Regiments der 2. Kavalleriedivision. 1929 absolvierte er weitere Führungskurse an der Militärakademie der Roten Armee und erwarb sich internationale Sprachkenntnisse. Seit Juni 1929 war er Adjutant des Chefs der 4. Sektion im Hauptquartiers der Roten Armee. Seit Dezember 1929 stand Schtern dem Volkskommissar für Militär- und Marineangelegenheiten der UdSSR, General K. E. Woroschilow, zur Verfügung. 1931 wurde er zum Studium nach Deutschland geschickt. Mit der Unterstützung der politischen Kommissare J. E. Jakir und J. B. Gamarnik trat Schtern im November 1931 in das Sekretariat des Volksverteidigungs-Kommissariats ein, wo er bald einer der engsten Berater des Vorsitzenden des Revolutionären Militärrats der UdSSR, General K. E. Woroschilow, wurde.
Ab Mai 1933 war Schtern selbst Leiter des Amtes des Volkskommissars für Militär- und Marineangelegenheiten der UdSSR und Vorsitzender des Revolutionären Militärrats der UdSSR (ab Dezember 1934 Volkskommissar für Verteidigung der UdSSR). Seit Februar 1935 fungierte er als Kommissar für Besondere Aufgaben beim Volksverteidigungskommissar.
Am 20. November 1935 wurde ihm der militärische Rang des Divisionskommandanten verliehen. Seit März 1936 war er Kommandeur und Kommissar seiner alten Einheit, der 7. Samara-Kavalleriedivision im Militärbezirk Belarus. Von Januar 1937 bis April 1938, während des Spanischen Bürgerkrieges, fungierte er unter dem Pseudonym „Grigorowitsch“ mit der Übersetzerin Marija Fortus als militärischer Chefberater in Spanien. Unmittelbar nach seiner Ankunft in Spanien nahm er vom 6. Januar bis 27. Februar 1937 an der republikanischen Verteidigungsoperation am Jarama und von 8. bis 20. März an der Schlacht bei Guadalajara teil. In dieser Operation wurde die italienische Expeditionstruppe geschlagen. An dieser Operation nahmen auch andere rote Kommandeure teil, wie der Führer der 12. Internationalen Brigade, Máté Zalka (Pseudonym „General Lukacz“) und der leitende Berater für die Luftstreitkräfte, Ja. W. Smuschkewitsch (spanisches Pseudonym „General Douglas“) als Chef des Madrider Luftverteidigungskomitees teil. Im Juli 1937 beteiligte sich Schtern an der Durchführung der Schlacht von Brunete. Am 21. Juli 1937 wurden ihm der Leninorden und am 22. Oktober 1937 der Rotbannerorden verliehen.
Vom 15. Dezember 1937 bis zum 8. Januar 1938 wurde unter seiner Mitwirkung die Schlacht von Teruel entwickelt und durchgeführt. Am 31. Dezember 1937 gelang es den Nationalisten mit Unterstützung der Luftwaffe, die republikanischen Verteidigungen an der Außenfront zu durchbrechen und Teruel zu erreichen. Das republikanische Kommando unter Führung von Schtern, der das 5. Korps aus der Reserve in die Abwehrkämpfe einführte, konnte den Angriff abwehren und die nationale Offensive an der Außenfront von Teruel stoppen. Am 7. Januar 1938 kapitulierten die Frankisten bei Teruel und am 19. Februar wurde Schtern zum KomKor befördert.
Im April 1938 kehrte Schtern in die UdSSR zurück und wurde zum Stabschef der selbständigen Rotbannerarmee im Fernosten ernannt. Am 29. Juli 1938 fiel die japanische Armee in der Nähe des Chassansees in sowjetisches Gebiet ein und besetzte Bezymjanaja. Am 3. August 1938 ernannte ihn der Volksverteidigungskommissar der UdSSR, Kliment Woroschilow, zum Kommandeur des 39. Schützenkorps und befahl ihm, eine Operation vorzubereiten, um die Japaner zu vertreiben und die Staatsgrenze wiederherzustellen. Tatsächlich war es KomKor Schtern, der die folgende Schlacht am Chassansee befehligte, seit Marschall V. K. Blücher in Ungnade gefallen war. Ab 4. August führte Schtern Umgruppierungen durch und verbesserte die Organisation des Nachschubs an fehlender Munition. Er war es auch, der den ursprünglichen Angriffsplan gegen die Japaner entwickelte: Er beschloss, zwei Schützendivisionen und die 2. mechanisierte Brigade für die Offensive anzusetzen. Die 32. Schützen-Division unter Oberst Bersarin sollte dabei nördlich des Chassansees vorgehen und die 40. Schützen-Division und das Maschinengewehrkorps hatte die Flankendeckung zu gewährleisten. Die Unterstützung der Bodentruppen wurde den Luftstreitkräften unter General J. W. Smuschkewitsch zugewiesen. Während dieser Militäroperation war es der Infanterie und den Panzern verboten, die Staatsgrenze zwischen der Mandschurei und Korea zu überschreiten. Am Morgen des 6. August begann die sowjetische Offensive und am 9. August war das sowjetische Territorium vollständig von den japanischen Invasoren befreit. Am 10. August versuchte die japanische Armee neue Angriffe, wurde jedoch zurückgeworfen und erlitt schwere Verluste. Am 11. August unterzeichnete General Schtern im Namen der Sowjetregierung einen Waffenstillstand mit Japan. Für den Sieg am Chassansee wurde Schtern mit seinem dritten Rotbannerorden ausgezeichnet. Vom 4. September 1938 bis Juni 1939 wurde er zum Befehlshaber der unbenannten 1. Rotbannerarmee in Fernost ernannt. Am 9. Februar wurde er zum Armeekommandeur 2. Ranges ernannt. Am 11. Mai 1939 griff die japanische Armee die Mongolische Volksrepublik neuerlich an. Im August 1939 führte Schtern die Heeresgruppe (mongolische Armee, sowjetische 1. und 2. Fernost-Armee) in der Schlacht am Chalchin Gol. Durch Dekret des Präsidiums des Obersten Sowjets der UdSSR vom 29. August 1939 wurde Schtern der Titel Held der Sowjetunion und ein zweiter Leninorden verliehen. Die sowjetische Geschichtsschreibung schrieb den Sieg in der Schlacht am Chalchin Gol ausschließlich General Schukow zu, der jedoch damals Schtern unterstellt war.

### Im Zweiten Weltkrieg
Während des sowjetisch-finnischen Krieges befehligte Schtern die 8. Armee in Nordkarelien. Ab 16. Dezember 1939 kommandierte er die 8. Armee im Verband des Leningrader Militärbezirks. Die 8. Armee führte unter seinem Vorgänger Generalmajor I. N. Chabarow hartnäckige Kämpfe im Raum Petrosawodsk und war gezwungen worden, in die Defensive überzugehen. Die Kämpfe mit Finnland entwickelten sich während des Großen Terrors für die Rote Armee schwieriger als erwartet. Die Kommandeure hatten Angst ihre Truppen nach Misserfolgen zurückzuziehen, der politische Vertreter Stalins, L. S. Mechlis, inspizierte die Front und ließ Kommandeure willkürlich erschießen. Die 18., 168. Schützen-Division sowie die 34. leichte Panzerbrigade waren von den Finnen eingekesselt worden. Bereits im Dezember 1939 hatte Schtern dem Hauptkriegsrat vorgeschlagen, die umzingelten Einheiten sofort 15–20 km zurückzuziehen, doch der Hauptkriegsrat lehnte damals ab. Erst am 29. Februar 1940 begann Schtern, nachdem er die Erlaubnis zum Rückzug erhalten hatte, die Einheiten der 8. Armee zurückzuziehen. Es war Schtern, der den Vorschlag machte, nach Vorbild der Finnen, Skigruppen in der Roten Armee einzuführen, die mit automatischen Waffen ausgerüstet waren. Die Verluste blieben jedoch groß – denn die Entscheidung zum Rückzug kam verspätet. Im März 1940 gelang es großen Teilen der 8. Armee, die finnische Linie zu durchbrechen und Loimola zu erreichen. Einheiten der neu formierten sowjetischen 15. Armee schafften es, die Blockade der von den Finnen eingekesselten 168. Schützen-Division aufzubrechen.
Am 19. Mai 1940 wurde Schtern für den Krieg in Finnland der Orden des Roten Sterns verliehen. Er wurde dann am 4. Juni 1940 zum Generaloberst und am 22. Juni zum Kommandeur des Militärbezirks Fernost ernannt. Er befürwortete den massiven Einsatz von Panzern, Artillerie und der Luftstreitkräfte und war überzeugt von der Notwendigkeit, die Interaktion zwischen den Truppen, Panzern und der Artillerie zu organisieren. Später fanden viele seiner Bestimmungen und Schlussfolgerungen während des Großen Vaterländischen Krieges praktische Anwendung.
Schtern wurde am 14. Januar 1941 mit der Leitung der Hauptabteilung der Luftverteidigung des Volksverteidigungskommissariats beauftragt und übernahm im April 1941 die Leitung der Luftverteidigungsabteilung der UdSSR. Von den ersten Tagen an besuchte er die Militärbezirke und überwachte die Umsetzung der neuen Maßnahmen zur Schaffung eines effektiven Verteidigungssystems. Schtern hatte die Kontrolle über den Bau von Kommandoposten, die Schaffung neuer Kommunikationssysteme und die Erneuerung seiner Funkanlagen. Von April bis Mai 1941 beteiligte er sich aktiv an der Ausarbeitung von Luftverteidigung-Konzepten und Aufgaben für die Truppen der Militärbezirke Baltikum, Kiew und Odessa, Leningrad und an operativen Plänen, die Staatsgrenze im Kriegsfall zu decken.
Mitte Mai tauchte ein deutsches Flugzeug Ju-52 im Moskauer Luftraum auf und bat um die Erlaubnis, auf einem der dortigen Flugplätze landen zu dürfen. Stalin erfuhr davon, wurde wütend und fragte bei Marschall Timoschenko nach, warum die Luftverteidigung versagt habe und wer schuld sei. Es war schwer, Schtern direkt die Schuld zu geben, denn er hatte das Amt erst kurz vor dem Vorfall übernommen. Dass eigentlich der vormalige Volksverteidigungskommissar Kliment Woroschilow die Schuld hätte, der sich Tag und Nacht nur um seine Kavallerie kümmerte, anstatt auf die Luftverteidigung zu achten, wagte Timoschenko nicht zu melden. Er beauftragte daher einen Handlager des NKWD-Chefs L.P. Beria, Michejew, den Leiter der 3. Sektion im Volkskommissars und Verteidigungsministerium, belastende Beweise gegen Schtern zusammenzutragen. Am 7. Juni 1941 wurde Schtern verhaftet, während der Ermittlungen gab er unter der Folter zu, dass er seit 1931 „ein Teilnehmer der trotzkistischen Verschwörung in der Roten Armee“ und „ein deutscher Spion“ sei. Die Untersuchung leitete der stellvertretende Leiter des Ministeriums für Staatssicherheit, Oberst L. L. Schwartzman, und die Geheimdienstoffiziere W. N. Merkulow, L. J. Wlodzimirski und B. S. Kobulow, die persönlich an den brutalen Folterungen des Generals Schtern teilnahmen. Am 17. Oktober 1941 wurde durch Beria auf der Grundlage der Prozeßakte von Wlodzimirski und des Staatsanwaltes V. M. Bochkow das Dekret zur Hinrichtung des Generalobersten unterzeichnet. Am 28. Oktober 1941 wurde G. M. Schtern im Dorf Barbysh (heute ein Stadtteil der Stadt Samara) mit 25 verhafteten Militärführern und deren Ehefrauen, die aus Moskau angeliefert wurden, ohne Gerichtsverfahren erschossen.

### Rehabilitierung
Als Hitler im Spätherbst 1941 den Angriff Japans auf die UdSSR forderte, telegraphierte der deutsche Botschafter in Tokio, Generalmajor Ott nach Berlin, um das Zögern der japanischen Regierung zu erklären: Offensichtlich wurden die von General Schtern im Fernen Osten geschaffenen und befestigten Truppen das entscheidende Argument für Japan, die UdSSR nicht anzugreifen.
Generaloberst G. M. Schtern wurde erst nach Stalins Tod am 27. August 1954 auf Beschluss des Generalstaatsanwalts der UdSSR rehabilitiert. Das unredliche Verfahren wurde auf Beschluss der Generalstaatsanwaltschaft der UdSSR mangels Beweisen zurückgewiesen. Durch ein Dekret des Präsidiums des Obersten Sowjets vom 2. Januar 1959 wurde Schtern postum der Titel des Helden der Sowjetunion und die Rechte aller aberkannten Auszeichnungen rückerstattet. Am Hinrichtungsort in der Nähe von Samara am Begräbnisort der Opfer wurde ein Gedenkschild mit abschließenden Schriftzug aufgestellt: „Verbeugen wir uns vor der Erinnerung an die unschuldigen Opfer ...“.

### Auszeichnungen
- Held der Sowjetunion (29. August 1939)
- 2 Leninorden (21. Juni 1937 und 29. August 1939)
- 3 Rotbannerorden (4. September 1924, 22. Oktober 1937 und 25. Oktober 1938)
- Orden des Roten Sterns (19. Mai 1940)
- Rotbannerorden der Mongolei (10. August 1939)
- Orden der Spanischen Republik (1938)